# 赤山本町
赤山本町（あかやまほんちょう）は、埼玉県越谷市の町名。現行行政地名は赤山本町のみ。丁番のない単独町名である。住居表示未実施地区。郵便番号は343-0808。

## 地理
埼玉県の東部地域で、越谷市の南西部に位置する。越谷駅西口一帯にあたり、全域が宅地化している。

## 歴史
- 2006年（平成18年）8月26日 - 越谷駅西口土地区画整理事業が完了し、赤山町六丁目の全域が赤山本町として地名変更。

## 世帯数と人口
2022年（令和4年）3月1日現在の世帯数と人口は以下の通りである。
| 町丁     | 世帯数  | 人口    |
| -------- | ------- | ------- |
| 赤山本町 | 753世帯 | 1,331人 |

## 小・中学校の学区
市立小・中学校に通う場合、学区（校区）は以下の通りとなる。
| 番地 | 小学校               | 中学校             |
| ---- | -------------------- | ------------------ |
| 全域 | 越谷市立越ヶ谷小学校 | 越谷市立富士中学校 |

## 交通

### 鉄道
- 東武伊勢崎線（東武スカイツリーライン）越谷駅

### 道路
- 埼玉県道161号越谷川口線

## 施設
- 越谷公証役場
- 萩原第一幼稚園
- 栃木銀行越谷西支店
- 赤山本町ふれあい公園